# Банзай-атака

Солдати США оглядають тіла японських вояків після «відбиття» банзай-атаки.

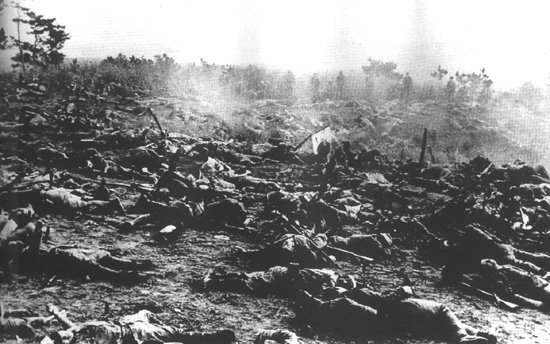
Гори тіл японських солдат і офіцерів після банзай-атаки. На задньому плані видніється біле полотнище прапора Імперії.

Банзай-атака (яп. 万歳突撃, ばんざいとつげき, бандзай тоцуґекі) — різновид масованої атаки, яку проводили солдати японської армії проти військ США під час Війни на Тихому океані 1941–1945 років. Метою атаки було спантеличування противника гучними бойовими криками «Банзай!» та знищення його раптовим ударом. Характерною рисою подібних виступів було те, що японці часто йшли з мечами і кинджалами в руках на озброєного гвинтівками та кулеметами противника.
Незважаючи на успішність банзай-атак на першій стадії війни, вони поступово втратили своє значення через звикання вояків США до таких ударів і вироблення тактики протидії. Згодом ці атаки перетворились на масові суїцидальні акти, які служили символом нескореності і сміливості японського духу. Відчуваючи поразку Імперії під кінець Другої світової війни, багато японських офіцерів бездумно вели своїх підлеглих у «останні штурми», збільшуючи і без того чималі втрати Японії. В цілому, токійський Генштаб заохочував банзай-атаки.
Частина командирів Імперії розуміла згубність такої тактики. Вони розглядали банзай-атаки як прояв «боягузтва», відмову брати на себе відповідальність за проведення оборони країни та небажання самогубців думати над тим, як найкраще спинити ворога. Одним із прикладів негативного відношення до подібних атак серед японського керівництва були накази генерал-лейтенанта Курібаясі Тадаміті, які забороняли проводити банзай-атаки в часи оборони Іодзіми. Завдяки дотриманню цих настанов, японці змогли довгий час стримувати чисельно і технічно переважаючу армаду США, завдавши противнику чималих втрат.